# Lamarkizm

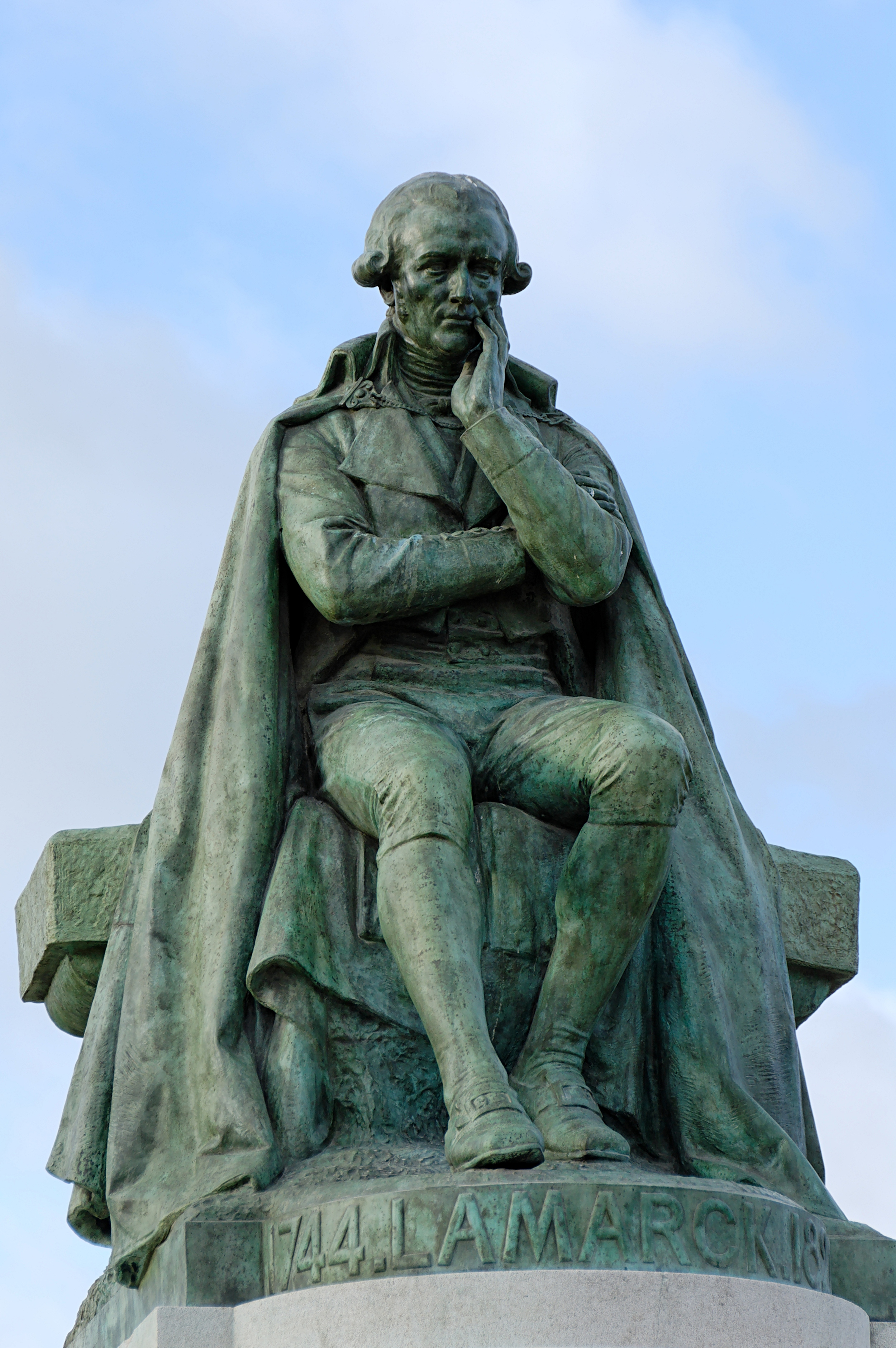
Pomnik Lamarcka autorstwa Leona Fagela

Lamarkizm – pierwsza materialistyczna teoria ewolucji, kwestionująca stałość cech gatunkowych i uznająca za fakt powstawanie nowych gatunków w wyniku naturalnych procesów oraz próbująca tłumaczyć mechanizm i przyczyny powstawania zmian.
Nazwa lamarkizm pochodzi od nazwiska twórcy tej teorii, francuskiego biologa Jeana Baptiste de Lamarcka, który zaprezentował ją w 1809 roku w książce Filozofia zoologii. Nielicznych zwolenników tej teorii nazywano lamarkistami.

## Pierwsza teoria ewolucji
Według Lamarcka świat organizmów żywych powstał podczas długiego procesu (ewolucja biologiczna), w wyniku którego organizmy prostsze przekształcały się w bardziej złożone. Możliwość takich przekształceń jest podstawową właściwością materii ożywionej, która reaguje celowo, odpowiednio do zmian zachodzących w środowisku, przy czym organizmy roślinne i te zwierzęce niedysponujące czuciem (niemające układu nerwowego) zmieniają się bezpośrednio pod wpływem czynników otoczenia. Organizmy dysponujące układem nerwowym dysponują dodatkową możliwością zmian pod wpływem wewnętrznej potrzeby. Powstałe zmiany podlegają dziedziczeniu i narastaniu ich w czasie.
Lamarkizm sprowadza się do dwóch praw:
1. narządy używane rozwijają się, nieużywane uwsteczniają się i zanikają
2. zmiany te są dziedziczne, jeśli wystąpią u obu płci

Przed Lamarckiem podobne założenia sformułował Erazm Darwin, dziadek Karola Darwina.
Na słuszność powyższych praw Lamarck dawał szereg przykładów. Podobne warunki działające na kreta i turkucia podjadka doprowadziły do wykształcenia u obu silnie umięśnionych, dysponujących znaczną powierzchnią nóg. Życie pod ziemią spowodowało uwstecznienie oczu u kreta. Podobny charakter ma przypadek strusia, który przestał fruwać, a jego skrzydła straciły zdolność do latania. Są to przykłady pewnego etapu pośredniego – oczy, skrzydła znacznie się uwsteczniły, ale jeszcze nie zanikły. Wśród organizmów jest mnóstwo takich pośrednich etapów. Organizmy są spokrewnione z drugimi, co można prześledzić, porównując poszczególne ich układy wewnętrzne. Jeśli takiej ciągłości nie można zaobserwować, oznacza to, że formy pośrednie są jeszcze nieznane lub też wyginęły.

## Krytyka lamarkizmu

### Krytyka transformizmu (ewolucji gatunków)
Koncepcja ewolucji Lamarcka była ostro krytykowana przez głęboko wierzącego twórcę paleontologii Georges’a Cuviera, niegodzącego się z myślą, że ludzie mogliby wyłonić się jako gatunek z innych naczelnych. Cuvier, któremu dostarczono kość driopiteka (pajdopiteka), przemilczał to znalezisko, gdyż nie pasowało ono do jego poglądu na temat stworzenia zwierząt i ludzi. W 1812 roku ogłosił swoją teorię typów. W 1830, już po śmierci Lamarcka, doszło w Akademii Paryskiej do gwałtownego starcia pomiędzy Cuvierem a Geoffroy Saint-Hilaire’em. Starcie to skończyło się porażką dla koncepcji ewolucji, a lamarkizm na długi czas prawie całkowicie znikł z pola dyskusji przyrodniczych.
Teoria Lamarcka prezentowana przez jego zwolennika Saint-Hilaire'a była teorią bardziej spekulatywną niż empiryczną. Zastąpienie Boga wewnętrzną potrzebą zmian niewiele zmieniało. Lamarck wprawdzie spędził wiele lat nad systematyką roślin i zwierząt i przeczuwał, że obserwowane podobieństwa nie mogą być przypadkowe, lecz zabrakło mu wiedzy ogólnej pozwalającej to przeczucie udowodnić. Dzieła kluczowe dla teorii ewolucji Darwina dopiero powstawały.
Lamarck nie odrzucił też (i nie starał się obalić), powszechnie wówczas obowiązującej idei „drabiny organizmów”. Idei, w najbardziej klasycznej formie reprezentowanej przez Szwajcara Charles’a Bonneta. Według Bonneta cały świat dawał się usystematyzować w jednolity ciąg jestestw począwszy od ognia, powietrza i wody, przez różne rośliny, robaki, ptaki, ssaki, a skończywszy na człowieku (zob. też wielki łańcuch bytu, łac. scala naturae). Dla Lamarcka ciąg ten był konsekwencją ewolucji. W powszechnej świadomości, ten jednolity ciąg następujących po sobie, coraz wyżej uorganizowanych istot przedstawiał etapy stwarzania świata przez Boga. Cuvier teorię drabiny nieco zmodyfikował, twierdząc, że Bóg stworzył zwierzęta według 4 planów organizacji (wyróżnił kręgowce, mięczaki, członowane i promieniste). Przyjęcie teorii typów Cuviera dawało się zaakceptować bez specjalnych perturbacji i ten bez trudu mógł wykazać, że nie ma żadnego związku między organizmami reprezentującymi owe 4 typy budowy, a tym samym nie ma mowy o powstawaniu czegoś nowego drogą ewolucji. Wszystko, co istniało, wciąż trwało niezmiennie i było zgodne z planami Boga. Cuvier zakładał, że organizmy zmieniały się pod wpływem występujących wcześniej katastrof, a jeden z jego uczniów Alcide d’Orbigny twierdził, że nowe organizmy każdorazowo były tworzone przez Stwórcę.
Wyszydzanie koncepcji Lamarcka i wrogość do niego środowiska uczonych doprowadziła do tego, że zmarł w nędzy, a postulowane przez niego pochodzenie człowieka od małpy (od małp czterorękich, które przestały używać kończyn dolnych do wspinania się po drzewach) dopiero pół wieku po jego śmierci zaczęli powtórnie ogłaszać zwolennicy teorii Darwina.

### Krytyka dziedziczenia cech nabytych
Mimo braku akceptacji dla idei ewolucji, twierdzenie o zmienności oraz dziedziczeniu cech nabytych przyjęło się, co więcej, przez długi czas nikt nie wymagał na to dowodów. Na dziedziczność cech nabytych w pewnym okresie powoływał się również Karol Darwin. Założenie o dziedziczeniu cech nabytych odrzucone zostało dopiero na początku XX wieku. August Weismann argumentował, że dziedziczone mogą być tylko komórki linii płciowej dające początek komórkom rozrodczym, a informacji genetycznej nie mogą zmieniać czynniki zachodzące w trakcie życia organizmu. Współcześnie podawanymi przykładami na to, że nie są dziedziczone cechy nabyte, jest niewystępowanie utraty napletków u przedstawicieli kultur stosujących obrzezanie. Innymi przykładami może być brak zmienności cech w przypadku innych zwyczajowych modyfikacji ciała, np. wydłużania szyi i naciągania warg u niektórych plemion afrykańskich i azjatyckich.

## Późniejsze odniesienia do lamarkizmu
W latach 30. XX wieku lamarkizm był przyjęty w Związku Radzieckim, co umocniło niechęć do tej koncepcji w zachodnich środowiskach naukowych. Dziedziczenie cech nabytych było podstawą różnych teorii neolamarkistycznych w XX w., m.in. koncepcji epigenetycznych Edwarda J. Steele'a. Według Richarda Dawkinsa założenie Steele'a o przystosowawczym udoskonaleniu losowej początkowo cechy jest zgodne z ewolucją darwinowską przy założeniu, że jednostką doboru jest gen, a nie organizm. W roku 2003 powstał powiązany z lamarkizmem Projekt Poznania Ludzkiego Epigenomu (Human Epigenome Project).
Stephen Jay Gould, pisząc o ewolucji kulturowej rozpoczętej przez gatunek Homo sapiens, podkreślał, że ma ona charakter lamarkistowski, a nie biologiczny. Kultura i technologia pozwalają na dziedziczenie kulturowych cech nabytych. Odwołując się do zaproponowanej przez Dawkinsa koncepcji memu, Daniel Dennett stwierdza, że choć w przypadku ewolucji kulturowej wskazuje się na jej lamarckowski charakter, to jednocześnie nie musi to oznaczać sprzeczności z podejściem darwinowskim, jeśli za jednostkę dziedziczenia kulturowego przyjmie się mem. Brak rozróżnienia na genotypy i fenotypy w kulturze oznacza według niego, że podejście lamarckowskie w ewolucji kulturowej jest odmianą doboru naturalnego. 